# FAQ
FAQ (in inglese Frequently Asked Questions, "domande frequenti") sono le domande che vengono più frequentemente poste dagli utilizzatori di un certo servizio, soprattutto sui siti web e nelle comunità virtuali, le quali vengono raccolte in una lista con le relative risposte dagli amministratori del servizio, in modo tale da reindirizzare i nuovi utenti alla lista ed evitare di rispondere più volte alle stesse domande.

## FAQ su Internet

### Nei newsgroup
Dato che con la crescita di un newsgroup ci sono domande che tendono a ripetersi, normalmente le risposte a queste domande vengono raccolte per evitare di dire sempre le stesse cose. Quasi tutti i newsgroup hanno una FAQ, che abitualmente, per i newsgroup it.*, viene pubblicata sul gruppo stesso e su un gruppo apposito (it.faq) con una certa regolarità. È norma di buona educazione leggere le FAQ di un newsgroup prima di porre delle domande; le reazioni a chi non segue questa norma dipendono dal tasso di sopportazione dei partecipanti "anziani" della comunità.

### Nei siti web
Le FAQ sono frequentemente utilizzate nei siti web, dove vengono in genere raccolte in una pagina disponibile a tutti e facilmente raggiungibile.
L'esigenza di questo sistema di informazione nasce dal fatto che i gestori dei siti (webmaster), con l'aumentare della complessità dell'argomento 
trattato come della complessità stessa della struttura del sito o del semplice numero di utenti, si trovavano spesso sommersi da una mole di email che pongono sempre le stesse domande, tale che risulta impossibile, o poco efficiente, rispondere a tutti singolarmente.
Questo ingegnoso sistema di condivisione dell'informazione non viene sempre sfruttato nelle sue piene potenzialità dagli utenti. Spesso già nella fase di realizzazione del sito vengono previste quelle che saranno presumibilmente le domande ricorrenti e inserite con le risposte nella pagina delle FAQ.